# GNOME Do
GNOME Do (ou Do) est un lanceur d'applications qui permet de lancer des applications ainsi que de rechercher des fichiers sur son disque dur.
Il est inspiré de Quicksilver et GNOME Launch Box.
Docky, avant sa version 2.0, était un thème pour GNOME Do.
GNOME Do a été créé pour GNOME, mais fonctionne aussi sous d'autres environnements.